# محاربي المستقبل
محاربي المستقبل (بالإنجليزية: Warriors of Future)‏ هو فيلم أكشن خيال علمي من هونغ كونغ ومن بطولة لويس كوو، شون ليو وكارينا لاو، صدر الفيلم في صالات السينما في هونغ كونغ في 25 أغسطس 2022.

## روابط خارجية
محاربي المستقبل على موقع IMDb (الإنجليزية)
- محاربي المستقبل على موقع روتن توميتوز (الإنجليزية)
- محاربي المستقبل على موقع نتفليكس (الإنجليزية)
- محاربي المستقبل على موقع ألو سيني (الفرنسية)
- محاربي المستقبل على موقع قاعدة بيانات الفيلم (الإنجليزية)
- محاربي المستقبل على موقع ليتربوكسد (الإنجليزية)
- محاربي المستقبل على موقع كينوبويسك (الروسية)